# Nathan Levinson (Tontechniker)
Nathan Levinson (* 15. Juli 1888 in New York City; † 18. Oktober 1952 in Toluca Lake, Kalifornien) war ein US-amerikanischer Tontechniker und einer der Pioniere des Tonfilms.

## Leben
Im Alter von 14 Jahren arbeitete Levinson als Techniker im Bereich der drahtlosen Telegraphie. Er nahm in der Photographic Division des US Army Signal Corps am Ersten Weltkrieg teil, wo er in den Rang eines Majors aufstieg. Er arbeitete anschließend bei der Western Electric Manufacturing Company mit Zuständigkeitsbereich amerikanische Westküste und verkaufte Radiotechnik. Ab 1922 stand Levinson in Verbindung mit Hollywood, hatte er in diesem Jahr doch der Universal eine Beschallungsanlage für die Massenszenen im Glöckner von Notre Dame geliehen.
Levinson stand in freundschaftlicher Beziehung zu Sam Warner, der wiederum mit Levinsons Hilfe im März 1925 die Radiostation KFWB in Los Angeles aufgebaut hatte, über die unter anderem Filme von Warner Bros. beworben wurden. Levinson zeigte Sam Warner im April 1925 ein Gerät von Western Electric zur Aufnahme und Wiedergabe von Tonfilmen und führte ihm einen kurzen Film vor, an dem er und Western Electric gearbeitet hatten:

„Es war ein sehr einfaches Beispiel von synchronem Ton und Bild – jemand ließ etwas auf den Tisch fallen und ein Ton war zu hören, sodass man deutlich sehen konnte, dass Ton und Bild synchron waren.

It was a very simple demonstration of synchronised sound and picture – somebody dropping something on a table and making a noise so that you could see distinctly that the sound and picture were synchronised.“

Beide arrangierten für Harry Warner eine Sondervorstellung. Die Brüder waren von den Möglichkeiten des Tonfilms überzeugt und so arbeitete Warner Bros. in der Folge als erste große Produktionsfirma an der Realisierung des kommerziellen Tonfilms. Im April 1926 gründete Warner die Vitaphone Corporation, die im April 1926 mit Don Juan – Der große Liebhaber ihren ersten Film mit vollständiger Tonsynchronisation herausbrachte und schließlich ein Jahr später mit Der Jazzsänger einen der ersten Tonfilme auf den Markt brachte. Levinson hatte beim Jazzsänger die Tonleitung inne. Ab 1928 arbeitete Levinson mehr als 20 Jahre lang als Leiter des Sound Department bei Warner Bros.
Ab 1930 war Levinson Kontaktstelle zwischen Hollywood und dem Army Signal Corps. Er war Vizevorsitzender des Motion Picture Research Council, das unter anderem das Programm des Army Signal Corps erstellte. Um die Filmeinheit des Corps zu verbessern, wurde jährlich ein Soldat in Hollywood ausgebildet, wobei Levinson seine Ausbildung leitete. Ab 1939 wurde von Richard Schlosberg und Levinson eine Corps-Einheit aus Hollywood-Filmmachern zusammengestellt. Sie mündete schließlich in der Gründung des Motion Picture Committee Cooperating for the National Defense (MPCC). Levinson erhielt 1941 einen Ehrenoscar für seine Verdienste um Army-Trainingsfilme.
Levinson starb im Alter von 64 Jahren und wurde auf dem Hollywood Forever Cemetery in Los Angeles beigesetzt.

## Filmografie (Auswahl)
- 1927: Der Jazzsänger (The Jazz Singer)
- 1932: Jagd auf James A. (I Am a Fugitive from a Chain Gang)
- 1933: Die 42. Straße (42nd Street)
- 1933: Goldgräber von 1933 (Gold Diggers of 1933)
- 1934: Liebeskadetten (Flirtation Walk)
- 1935: Ein Sommernachtstraum (A Midsummer Night’s Dream)
- 1935: Unter Piratenflagge (Captain Blood)
- 1936: Louis Pasteur (The Story of Louis Pasteur)
- 1936: Unter grüner Aue (The Green Pastures)
- 1936: Ein rastloses Leben (Anthony Adverse)
- 1936: Der Verrat des Surat Khan (The Charge of the Light Brigade)
- 1937: Das Leben des Emile Zola (The Life of Emile Zola)
- 1938: Vater dirigiert (Four Daughters)
- 1938: Robin Hood, König der Vagabunden (The Adventures of Robin Hood)
- 1939: Günstling einer Königin (The Private Lives of Elizabeth and Essex)
- 1940: Der Herr der sieben Meere (The Sea Hawk)
- 1941: Sergeant York
- 1941: Der Seewolf (The Sea Wolf)
- 1942: Yankee Doodle Dandy
- 1942: Sabotageauftrag Berlin (Desperate Journey)
- 1943: This Is the Army
- 1943: In die japanische Sonne (Air Force)
- 1944: Die Abenteuer Mark Twains (The Adventures of Mark Twain)
- 1945: Rhapsodie in Blau (Rhapsody in Blue)
- 1946: Die große Lüge (A Stolen Life)
- 1951: Endstation Sehnsucht (A Streetcar Named Desire)

## Auszeichnungen
Levinson wurde über 20 Mal für einen Oscar für Sound Recording bzw. Special Effects nominiert. Vier Mal erhielt er den Oscar unter anderem in Sonderkategorien:
- 1934: nominiert in der Kategorie „Oscar/Bester Ton“ für Die 42. Straße
- 1934: nominiert in der Kategorie „Oscar/Bester Ton“ für Goldgräber von 1933
- 1934: nominiert in der Kategorie „Oscar/Bester Ton“ für Jagd auf James A.
- 1935: nominiert in der Kategorie „Oscar/Bester Ton“ für Liebeskadetten
- 1936: nominiert in der Kategorie „Oscar/Bester Ton“ für Unter Piratenflagge
- 1936: Preis für Technische Verdienste
- 1937: nominiert in der Kategorie „Oscar/Bester Ton“ für Der Verrat des Surat Khan
- 1938: nominiert in der Kategorie „Oscar/Bester Ton“ für Das Leben des Emile Zola
- 1939: nominiert in der Kategorie „Oscar/Bester Ton“ für Vater dirigiert
- 1940: nominiert in der Kategorie „Oscar/Bester Ton“ für Günstling einer Königin
- 1940: nominiert in der Kategorie „Oscar/Beste visuelle Effekte“ für Günstling einer Königin
- 1941: nominiert in der Kategorie „Oscar/Bester Ton“ für Der Herr der sieben Meere
- 1941: nominiert in der Kategorie „Oscar/Beste visuelle Effekte“ für Der Herr der sieben Meere
- 1941: Ehrenoscar für Verdienste um Army-Trainingsfilme
- 1942: nominiert in der Kategorie „Oscar/Bester Ton“ für Sergeant York
- 1942: nominiert in der Kategorie „Oscar/Beste visuelle Effekte“ für Der Seewolf
- 1943: Oscar in der Kategorie „Oscar/Bester Ton“ für Yankee Doodle Dandy
- 1943: nominiert in der Kategorie „Oscar/Beste visuelle Effekte“ für Sabotageauftrag Berlin
- 1944: nominiert in der Kategorie „Oscar/Bester Ton“ für This Is the Army
- 1944: nominiert in der Kategorie „Oscar/Beste visuelle Effekte“ für In die japanische Sonne
- 1945: nominiert in der Kategorie „Oscar/Bester Ton“ für Hollywood Canteen
- 1945: nominiert in der Kategorie „Oscar/Beste visuelle Effekte“ für Die Abenteuer Mark Twains
- 1946: nominiert in der Kategorie „Oscar/Bester Ton“ für Rhapsodie in Blau
- 1947: nominiert in der Kategorie „Oscar/Beste visuelle Effekte“ für Die große Lüge
- 1948: Technical Achievement Award
- 1952: nominiert in der Kategorie „Oscar/Bester Ton“ für Endstation Sehnsucht